# ヴィクトリアス (原子力潜水艦)
ヴィクトリアス(HMS Victorious, S29)は、イギリス海軍の原子力潜水艦。ヴァンガード級原子力潜水艦の2番艦。この名を受け継いだ艦としては5代目にあたる。

## 艦歴
「ヴィクトリアス」は、ヴィッカーズ・シップビルディング・アンド・エンジニアリングバロー・イン・ファーネス造船所で起工し、1993年9月に進水、1995年1月に就役した。
ヴィクトリアスは2001年7月にアメリカ沿岸警備隊の艦艇と衝突事故を起こす。警備艇はヴィクトリアスのソナーシステムからのファイバー・ケーブルにからみつき、タービンを破損した。ヴィクトリアスに損傷はなかった。クライド海軍基地を母港とする。